# Галицизам
Галицизми су ријечи преузете из француског и прилагођене другом језику. У српском језику галицизми спадају у туђице — ријечи страног поријекла. Посебно су карактеристични за језике народа који су били под утицајем француске културе. Примјери галицизама у српском језику поређани азбучним редом:
| галицизам                     | изворна реч | значење                                                                |
| ----------------------------- | ----------- | ---------------------------------------------------------------------- |
| абажур ()                     | (м)         | сенило, шешир на лампи                                                 |
| абонент ()                    | (м)         | претплатник                                                            |
| бајонет (м)                   | (ж)         | врста војног ножа која се монтира на цев пушке                         |
| балет (м)                     | (м)         | врста класичног плеса                                                  |
| баналан                       | (м)         | обичан, свакодневни                                                    |
| батаљон(м)                    | (м)         | војна јединица од 300 до 800 војника                                   |
| беретка(ж)                    | (м)         | врста капе                                                             |
| боем(м)                       | (м)         | кафански човек                                                         |
| вирман                        |             | исплата која се врши без готовине                                      |
| група ()                      | (м)         | скупина (види група)                                                   |
| дежа ви ()                    | (м)         | већ виђено (види дежа ви)                                              |
| деранжирати                   |             | узнемиравати                                                           |
| еполета                       | (ж)         | ознака чина која се носи на раменом делу војне униформе                |
| ескадрила                     | (ж)         | врста одреда у војној авијацији                                        |
| еспадриле                     | (ж)         | врста лаке обуће                                                       |
| ешалон                        | (м)         | војна формација                                                        |
| ешарпа                        | (ж)         | марама                                                                 |
| жалузине (мн)                 | (ж)         | прозорски капци (види жалузине)                                        |
| жандар, жандарм (м)           | (м)         | чувар јавног реда, полицајац, пандур (види жандар)                     |
| жанр (м)                      | (м)         | (види жанр)                                                            |
| жаргон (м)                    | (м)         | стручни вокабулар (види жаргон)                                        |
| жур (м), журка (ж), жураја () | (м)         | сједељка, забава (види журка)                                          |
| журнал (м)                    | (м)         | дневник (види журнал)                                                  |
| кабина (ж)                    | (ж)         | мала соба на броду, собица за телефон                                  |
| каваљер (м)                   | (м)         | човек услужан и издашан (нарочито у новцу), отмен човек                |
| кадет (м)                     | (м)         | ученик, питомац војне академије, официрски приправник                  |
| кирета                        | (ж)         | гребалица, нарочита кашика на дугачкој дршци за чишћење материце       |
| киретажа                      | (м)         | чишћење материце помоћу кирете                                         |
| кокарда                       | (ж)         | инсигнија или амблем који се носи на капи, најчешће војној             |
| крупије                       | (м)         | заступник оног што држи банк, меша карте у коцкарницама, делилац       |
| легитимитет ()                | (ж)         | законитост, основаност по праву                                        |
| ликер (м)                     | (м)         | фина ракија са додатком шећера, биљног екстракта, воћних есенција итд. |
| масажа                        | (м)         | трљање тела                                                            |
| масакр(м)                     | (м)         | покољ, крвопролиће, убијање, масакрирање (види масакр)                 |
| мени(м)                       | (м)         | јеловник                                                               |
| митраљез(м)                   | (ж)         | врста тешког аутоматског пешадијског наоружања                         |
| ордевер                       | (м)         | предјело                                                               |
| паркет                        | (м)         | дрвени под                                                             |
| паспарту                      | (м)         | оквир од папира или картона којим се обрубљује слика                   |
| рафал                         | (ж )        | брзометна паљба                                                        |
| револуционар                  | (м)         | превратник, учесник у револуцији                                       |
| руж                           | (м)         | црвен, румен                                                           |
| шансона (ж)                   | (ж)         | пјесма, романса (види шансона)                                         |
| шансоњер (м)                  | (м)         | извођач и композитор шансона                                           |
| шмизла (ж)                    | (ж)         | жена која воли да се пренемаже, пренемагалица                          |